# Американська любка
«Американська любка» (англ. American Honey) — американсько-британський драматичний фільм, знятий Андреа Арнольд. Світова прем'єра стрічки відбулась 15 травня 2016 року на Каннському кінофестивалі. Фільм розповідає про дівчинку-підлітка, яка приєднюється до групи комівояжерів і  занурюється в бурхливе життя вечірок.

## У ролях
- Саша Лейн — Стар
- Шая Лабаф — Джейк
- Райлі Кіо — Крістал
- Аріель Голмс — Пеген
- Вілл Паттон — ковбой

## Нагороди й номінації
| Список нагород і номінацій           | Список нагород і номінацій | Список нагород і номінацій             | Список нагород і номінацій       | Список нагород і номінацій | Список нагород і номінацій |
| Кінопремія                           | Дата церемонії             | Категорія                              | Номінант(и)                      | Результат                  | Дж                         |
| ------------------------------------ | -------------------------- | -------------------------------------- | -------------------------------- | -------------------------- | -------------------------- |
| Каннський кінофестиваль              | 22 травня 2016             | «Золота пальмова гілка»                | «Американська любка»             | Номінація                  |                            |
| Каннський кінофестиваль              | 22 травня 2016             | Приз журі                              | «Американська любка»             | Перемога                   |                            |
| Каннський кінофестиваль              | 22 травня 2016             | Відзнака екуменічного журі             | «Американська любка»             | Перемога                   |                            |
| Кінопремія «Готем»                   | 28 листопада 2016          | Найкращий новий актор                  | Саша Лейн                        | Номінація                  | [ 2 ] [ 3 ]                |
| Премія БАФТА                         | 12 лютого 2017             | Найкращий британський фільм            | «Американська любка»             | В очікуванні               | [ 4 ]                      |
| Премія британського незалежного кіно | 4 грудня 2016              | Найкращий британський незалежний фільм | «Американська любка»             | Перемога                   | [ 5 ]                      |
| Премія британського незалежного кіно | 4 грудня 2016              | Найкращий режисер                      | Андреа Арнольд                   | Перемога                   | [ 5 ]                      |
| Премія британського незалежного кіно | 4 грудня 2016              | Найкращий актор                        | Шая Лабаф                        | Номінація                  | [ 5 ]                      |
| Премія британського незалежного кіно | 4 грудня 2016              | Найкраща акторка                       | Саша Лейн                        | Перемога                   | [ 5 ]                      |
| Премія британського незалежного кіно | 4 грудня 2016              | Найкращий сценарій                     | Андреа Арнольд                   | Номінація                  | [ 5 ]                      |
| Премія британського незалежного кіно | 4 грудня 2016              | Найкраще досягнення в кіновиробництві  | Роббі Раян (операторська робота) | Перемога                   | [ 5 ]                      |
| Премія «Незалежний дух»              | 25 лютого 2017             | Найкращий фільм                        | «Американська любка»             | В очікуванні               | [ 6 ]                      |
| Премія «Незалежний дух»              | 25 лютого 2017             | Найкращий режисер                      | Андреа Арнольд                   | Номінація                  | [ 6 ]                      |
| Премія «Незалежний дух»              | 25 лютого 2017             | Найкраща акторка                       | Саша Лейн                        | Номінація                  | [ 6 ]                      |
| Премія «Незалежний дух»              | 25 лютого 2017             | Найкращий актор другого плану          | Шая Лабаф                        | Номінація                  | [ 6 ]                      |
| Премія «Незалежний дух»              | 25 лютого 2017             | Найкраща акторка другого плану         | Райлі Кіо                        | Номінація                  | [ 6 ]                      |
| Премія «Незалежний дух»              | 25 лютого 2017             | Найкращий оператор                     | Роббі Раян                       | Номінація                  | [ 6 ]                      |